# 素纽结

所有交叉數少於或等於7的素紐結。每一種素紐結主要是用交叉數來標記。交叉數相同的素紐結可以用不同的下標進一步分辨。

素纽结（Prime knot）是指不能分解的非平凡紐結。更詳細的定義，素紐結不能表示為兩個非平凡紐結的連通和。不是素紐結的紐結稱為「複合紐結」。
環面扭結是素纽结的一種表範家族。纽结理论中，环面纽结是一种特殊的纽结。它是由一对整参数p和q决定。

## 舒伯特定理
因皓斯特·舒伯特（Horst Schubert）命名的舒伯特定理表明，每一種扭結都可以唯一地表示為素紐結的連通和。

## 外部連結
- 埃里克·韦斯坦因. . MathWorld.